# Jasmine Trinca
Jasmine Trinca (Roma, 24 aprile 1981) è un'attrice e regista italiana.
Nella sua carriera ha vinto 2 David di Donatello, 5 Nastri d'argento, 2 Globi d'oro, 2 Ciak d'oro, il Premio Marcello Mastroianni alla Mostra internazionale d'arte cinematografica di Venezia, il Premio Flaiano e il premio Un Certain Regard come miglior attrice.

## Biografia
Nata a Roma, ha frequentato il liceo classico Virgilio, dove si diploma nel 2000. Qui a diciannove anni ha conosciuto Nanni Moretti, che stava facendo un casting per La stanza del figlio: il regista non voleva un'attrice professionista per interpretare il ruolo di Irene, la figlia del protagonista e di Laura Morante, e stava quindi provinando gli alunni del liceo. La pellicola vince la Palma d'oro al Festival di Cannes 2001, e l'interpretazione della giovane esordiente è particolarmente apprezzata da pubblico e critica, tanto da essere candidata sia al David di Donatello, sia al Nastro d'argento alla migliore attrice non protagonista e vincendo il Ciak d'oro alla migliore attrice non protagonista, il Globo d'oro alla miglior attrice esordiente della Stampa Estera e il Premio Guglielmo Biraghi ai Nastri d'argento 2001. Seguendo il sogno di diventare archeologa, si è poi iscritta all'università nel corso di laurea in Lettere Classiche, abbandonando tuttavia ben presto gli studi per dedicarsi solo alla carriera attoriale.
Torna davanti alla macchina da presa per La meglio gioventù (2003), che le vale il premio come migliore attrice protagonista (assieme al cast femminile del film) ai Nastri d'argento 2004. Nel 2005 un'altra pellicola importante: Romanzo criminale, diretto da Michele Placido, film che si ispira all'omonimo romanzo di Giancarlo De Cataldo sulla Banda della Magliana, in cui recita nella parte di Roberta, la fidanzata de Il Freddo, personaggio interpretato da Kim Rossi Stuart. Nello stesso anno è protagonista, insieme a Silvio Muccino, dell'episodio Innamoramento di Manuale d'amore, regia di Giovanni Veronesi.
Nel 2006 interpreta il ruolo di una giovane regista nel film Il caimano di Nanni Moretti, per il quale riceve la terza candidatura al David di Donatello per la migliore attrice non protagonista. L'anno dopo partecipa al film Piano, solo, regia di Riccardo Milani, con Kim Rossi Stuart, Michele Placido e Paola Cortellesi. 
Nel 2009 torna al grande schermo con il film Il grande sogno, per la regia di Michele Placido, con cui vince il Premio Marcello Mastroianni come interprete emergente alla 66ª Mostra internazionale d'arte cinematografica di Venezia. Nello stesso anno ha avuto una bambina dal suo storico compagno, conosciuto sui banchi della Sapienza e dal quale ora si è separata. Nel 2011 ha recitato per il film Ti amo troppo per dirtelo, il terzo film di Marco Ponti, qui anche sceneggiatore. Accanto a lei Carolina Crescentini, Francesco Scianna, Enrico Bertolino, Valeria Bilello, Germana Pasquero, Davide Silvestri e Fabio Troiano.
Due anni più tardi è protagonista dei film Un giorno devi andare di Giorgio Diritti, e Miele di Valeria Golino (presentato al Festival di Cannes 2013 nella sezione Un Certain Regard). Per l'interpretazione nel ruolo di Augusta nel primo film ottiene una nomination ai David di Donatello 2013 come migliore attrice protagonista. Vince con i due film il Nastro d'argento come migliore attrice protagonista. Nel 2014 viene candidata al David di Donatello per la migliore attrice protagonista per Miele.
Nel 2015 è nel cast del film Maraviglioso Boccaccio, ispirato al Decameron di Giovanni Boccaccio e che racconta la storia di dieci giovani costretti a rifugiarsi in campagna per via dell'ondata di peste che aveva colpito il capoluogo toscano. Nello stesso periodo è protagonista con Riccardo Scamarcio del film Nessuno si salva da solo, diretto da Sergio Castellitto. Inoltre recita nel film The Gunman accanto a Sean Penn e Javier Bardem. Nel 2016 è madrina della cerimonia di apertura del trentaquattresimo Torino Film Festival. Nel 2017 è protagonista del film di Sergio Castellitto, Fortunata. La pellicola è stata presentata in concorso al Festival di Cannes mentre la sceneggiatura è stata scritta da Margaret Mazzantini, moglie del regista. Per Fortunata ha ricevuto il premio Un Certain Regard come miglior attrice e il David di Donatello per miglior attrice protagonista. Tra agosto e settembre ha fatto parte della giuria della 74ª edizione del Festival di Venezia, presieduta da Annette Bening. Nel 2018 interpreta Ilaria Cucchi nel film Sulla mia pelle, presentato durante la 75ª Mostra internazionale d'arte cinematografica di Venezia.
Nel 2018 debutta a teatro con La Maladie de la mort di Alice Birch, adattamento dell'omonimo racconto di Marguerite Duras, nella quale interpreta il ruolo della Narratrice. Nel 2022 firma il suo primo film da regista con Marcel!, interpretato da Alba Rohrwacher e da Maayane Conti; il film viene presentato in anteprima, nella sezione Proiezioni speciali, al Festival di Cannes dello stesso anno.

## Vita privata
Ha una figlia, avuta nel 2009 dall'ex compagno.

## Filmografia

### Attrice

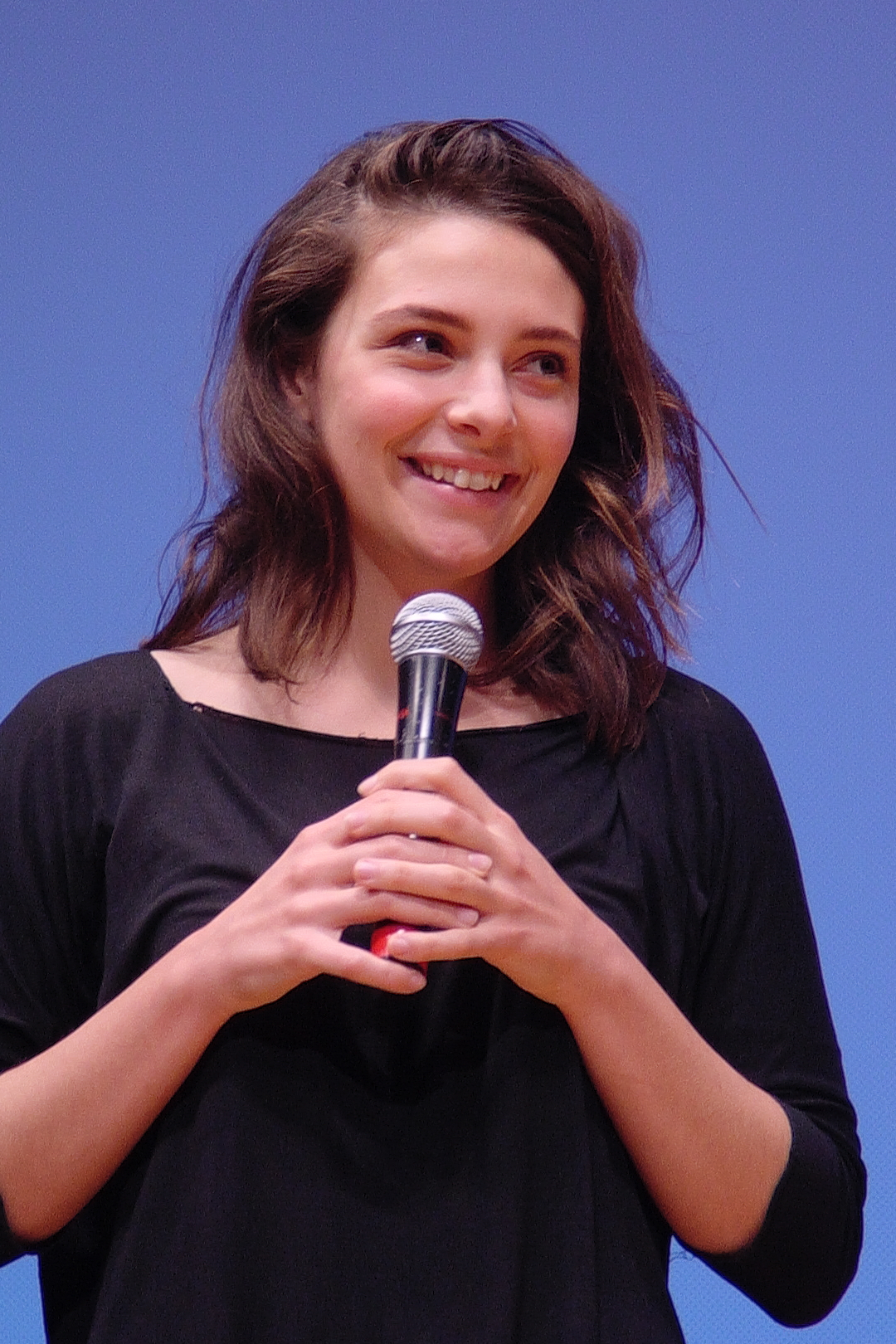
Jasmine Trinca nel 2007 all'Italian Film Festival di Tokyo

#### Cinema
- La stanza del figlio, regia di Nanni Moretti (2001)
- La meglio gioventù, regia di Marco Tullio Giordana (2003)
- Manuale d'amore, regia di Giovanni Veronesi (2005)
- Romanzo criminale, regia di Michele Placido (2005)
- Trevirgolaottantasette, regia di Valerio Mastandrea – cortometraggio (2005)
- Il caimano, regia di Nanni Moretti (2006)
- Piano, solo, regia di Riccardo Milani (2007)
- Il grande sogno, regia di Michele Placido (2009)
- Ultimatum, regia di Alain Tasma (2009)
- La sottile mensola rossa, regia di Paolo Calabresi – cortometraggio (2010)
- L'Apollonide - Souvenirs de la maison close, regia di Bertrand Bonello (2011)
- Ti amo troppo per dirtelo, regia di Marco Ponti (2012)
- Un giorno devi andare, regia di Giorgio Diritti (2013)
- Miele, regia di Valeria Golino (2013)
- Une autre vie, regia di Emmanuel Mouret (2013)
- Saint Laurent, regia di Bertrand Bonello (2014)
- Maraviglioso Boccaccio, regia di Paolo e Vittorio Taviani (2015)
- Nessuno si salva da solo, regia di Sergio Castellitto (2015)
- The Gunman, regia Pierre Morel (2015)
- La pazza gioia, regia Paolo Virzì (2016) – cameo
- Tommaso, regia di Kim Rossi Stuart (2016)
- Slam - Tutto per una ragazza, regia di Andrea Molaioli (2016)
- Fortunata, regia di Sergio Castellitto (2017)
- Euforia, regia di Valeria Golino (2018)
- Sulla mia pelle, regia di Alessio Cremonini (2018)
- Il ragazzo più felice del mondo, regia di Gipi (2018)
- Croce e delizia, regia di Simone Godano (2019)
- La dea fortuna, regia di Ferzan Özpetek (2019)
- Guida romantica a posti perduti, regia di Giorgia Farina (2020)
- Storia di mia moglie (A feleségem története), regia di Ildikó Enyedi (2021)
- La scuola cattolica, regia di Stefano Mordini (2021)
- Supereroi, regia di Paolo Genovese (2021)
- Profeti, regia di Alessio Cremonini (2022)
- Il sol dell'avvenire, regia di Nanni Moretti (2023) - cameo
- Nuovo Olimpo, regia di Ferzan Özpetek (2023) - cameo
- Maria Montessori - La Nouvelle Femme (La Nouvelle Femme), regia di Léa Todorov (2023)
- Diamanti, regia di Ferzan Özpetek (2024)

#### Televisione
- La fuga degli innocenti, regia di Leone Pompucci – miniserie TV (2004)
- Cefalonia, regia di Riccardo Milani – miniserie TV (2005)
- La Storia – serie TV, 8 episodi (2024)
- Supersex – serie TV, 7 episodi (2024)
- L'arte della gioia, regia di Valeria Golino e Nicolangelo Gelormini – miniserie TV, 5 puntate (2024)

### Regia
- Being My Mom (2020) – cortometraggio
- Marcel! (2022)

## Teatro
- La Maladie de la mort, di Alice Birch, regia di Katie Mitchell (2018)

## Riconoscimenti
- David di Donatello

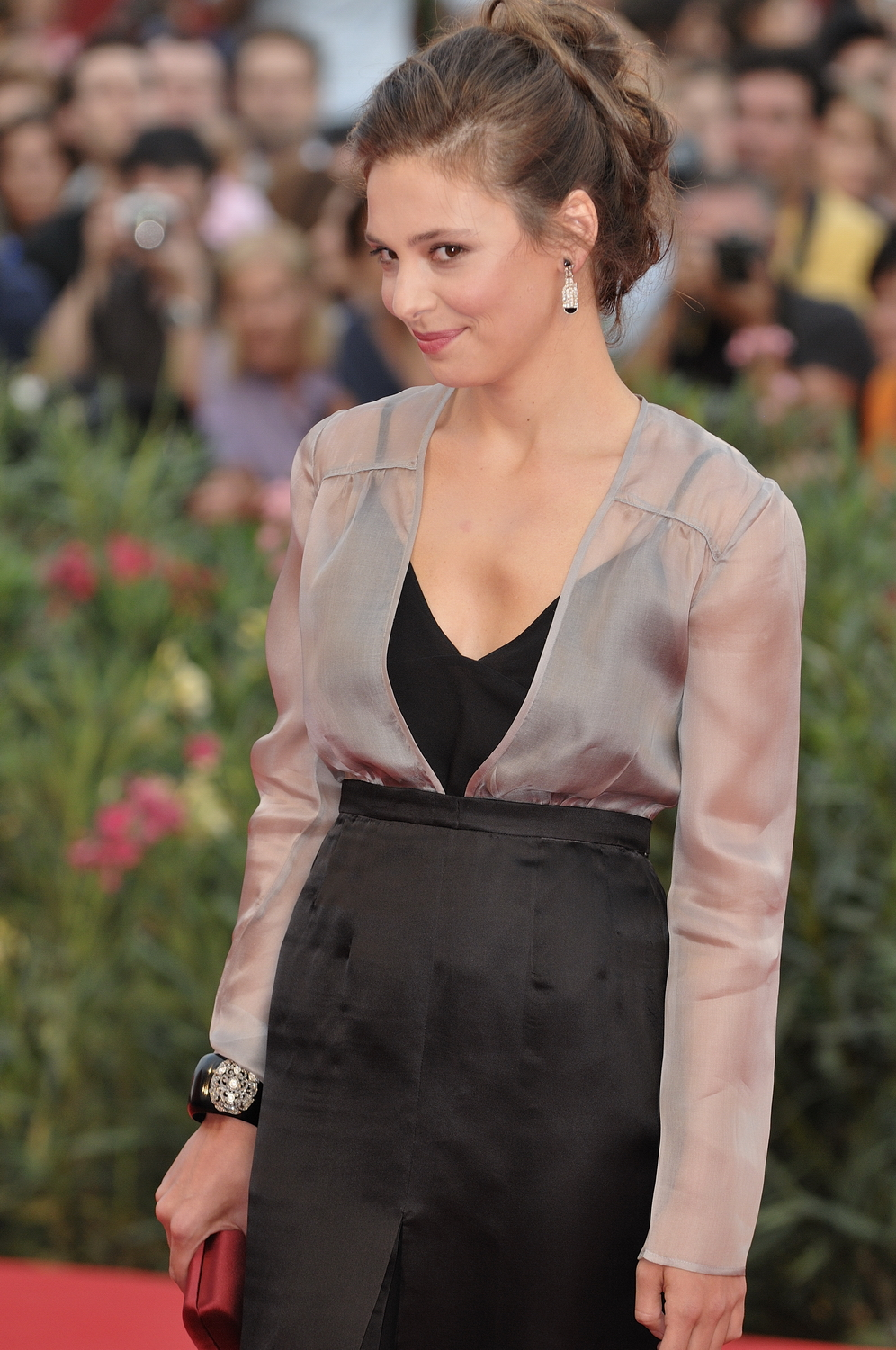
Jasmine Trinca nel 2009 alla 66ª Mostra internazionale d'arte cinematografica di Venezia

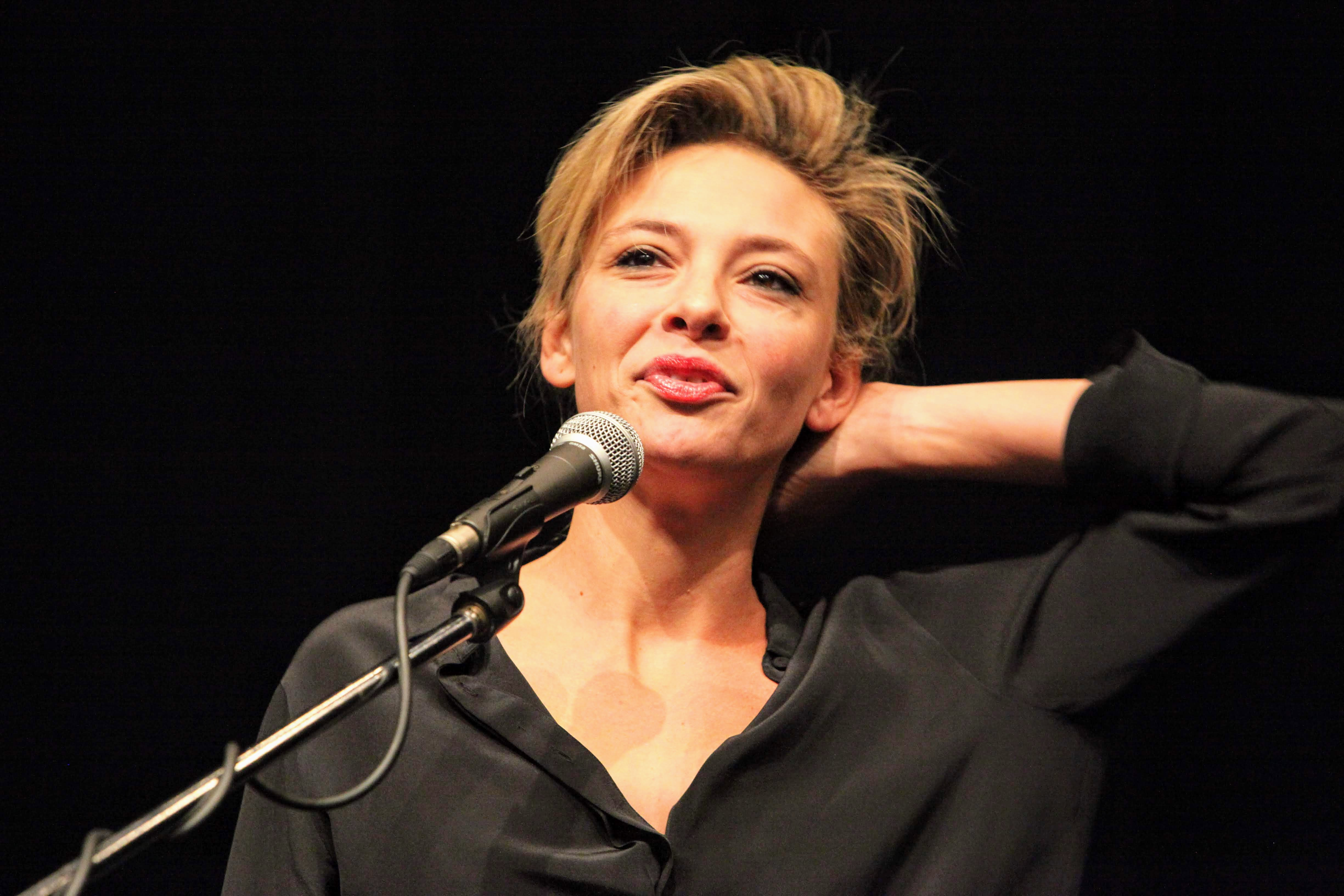
Jasmine Trinca nel 2017 al Festival internazionale del cinema di Karlovy Vary

  - 2001 – Candidatura alla migliore attrice non protagonista per La stanza del figlio
  - 2004 – Candidatura alla migliore attrice non protagonista per La meglio gioventù
  - 2006 – Candidatura alla migliore attrice non protagonista per Il caimano
  - 2013 – Candidatura alla migliore attrice protagonista per Un giorno devi andare
  - 2014 – Candidatura alla migliore attrice protagonista per Miele
  - 2015 – Candidatura alla migliore attrice protagonista per Nessuno si salva da solo
  - 2018 – Migliore attrice protagonista per Fortunata
  - 2019 – Candidatura alla migliore attrice non protagonista per Sulla mia pelle
  - 2020 – Migliore attrice protagonista per La dea fortuna[14]
  - 2023 – Candidatura al miglior regista esordiente per Marcel!
  - 2025 – Candidatura alla migliore attrice non protagonista per L'arte della gioia
- Nastro d'argento
  - 2001 – Premio Guglielmo Biraghi per La stanza del figlio
  - 2001 – Candidatura alla migliore attrice non protagonista per La stanza del figlio
  - 2004 – Migliore attrice protagonista ex aequo con Adriana Asti, Sonia Bergamasco e Maya Sansa per La meglio gioventù
  - 2013 – Migliore attrice protagonista per Un giorno devi andare e Miele
  - 2015 – Candidatura alla migliore attrice protagonista per Nessuno si salva da solo
  - 2017 – Migliore attrice protagonista per Fortunata
  - 2020 – Migliore attrice protagonista per La dea fortuna
  - 2023 - Candidatura alla migliore attrice protagonista per Profeti
- Nastri d'argento - Grandi Serie
  - 2025 – Migliore attrice non protagonista (premio condiviso con Valeria Bruni Tedeschi) per L'arte della gioia
- Ciak d'oro
  - 2001 – Migliore attrice non protagonista per La stanza del figlio[15]
  - 2017 – Migliore attrice non protagonista per Slam - Tutto per una ragazza[16]
  - 2020 – Candidatura alla migliore attrice protagonista per La dea fortuna[17]
- Globo d'oro
  - 2001 – Migliore attrice esordiente per La stanza del figlio
  - 2013 – Migliore attrice per Miele
  - 2019 – Migliore attrice per Croce e delizia

Altri riconoscimenti
- - Premio Etruria Cinema 2004
  - Festival di Venezia 2009 – Premio Marcello Mastroianni per Il grande sogno
  - Festival di Cannes 2017 – Sezione "Un certain regard" – Miglior interpretazione per Fortunata
  - Premi Flaiano 2022 – Miglior interpretazione per Supereroi

## Audiolibri
- Donatella Di Pietrantonio, L'Arminuta letto da Jasmine Trinca, collana Bestsellers, Emons, 2018, ISBN 9788869862878.